# Kapala

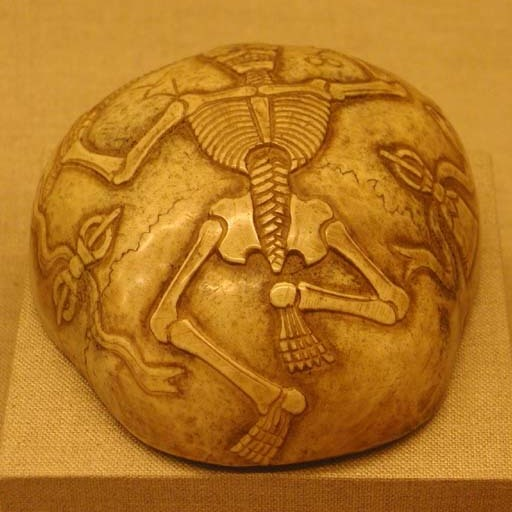
Kapala tallado, probablemente procedente del Tíbet

Un kapala (en sánscrito: 'cráneo') es una copa hecha de un cráneo humano para uso ritual. Es usada en el budismo tántrico hindú y tibetano (Vajrayāna). En el Tíbet pueden encontrarse estos copones tallados y con piedras preciosas engarzadas.
Es usual encontrarlas en las representaciones de muchos dioses generalmente en su mano izquierda. Pueden verse comúnmente acompañando a deidades como Mahakala, Chakrasamvara y a Vajravarahi y otras Dakinis.